# Bassan (Kassoum)
Pour les articles homonymes, voir Bassan.
Bassan est une commune rurale située dans le département de Kassoum de la province du Sourou dans la région de la Boucle du Mouhoun au Burkina Faso.

## Géographie
La localité se trouve à environ 11 km à l'ouest de Tougan, chef-lieu du département du même nom et « capitale » du pays Samo. L'altitude moyenne de la commune est d'environ 265 m.

## Éducation et santé
Le centre de soins le plus proche de Bassan est le centre de santé et de promotion sociale (CSPS) de Tianra tandis que le centre médical avec antenne chirurgicale (CMA) se trouve à Tougan.